# Rhanidophora odontophora
Rhanidophora odontophora är en fjärilsart som beskrevs av George Francis Hampson 1926. Rhanidophora odontophora ingår i släktet Rhanidophora och familjen nattflyn. Inga underarter finns listade.